# Malinche
La Malinche (jiné názvy Malintzin, Doña Marina, pejorativně La Chingada) (asi 1496/1501, Coatzacoalcos – asi 1529/1551, Mexiko) byla domorodá indiánka z Mexického zálivu, která provázela Hernána Cortése při dobývání Aztécké říše. Údajně byla velmi krásná a inteligentní.

## Život

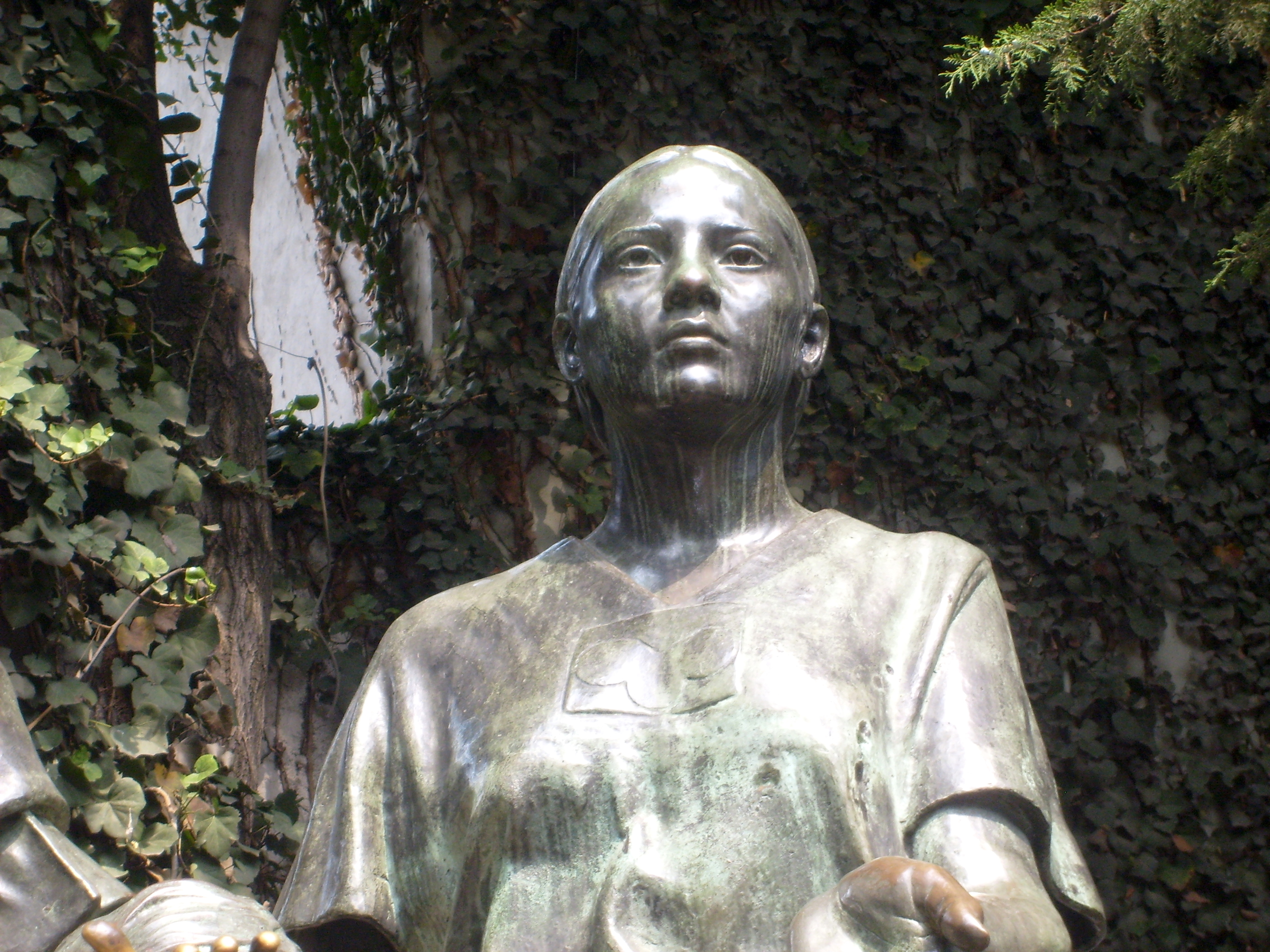
Malinche, část sousoší Monumento al Mestizaje v Ciudad de México

Narodila se na jihovýchodě dnešního Mexika v rodině bohatého obchodníka a šlechtice, jak dokazuje její původní jméno: Malintzin. Koncovku -tzin mohli totiž používat jen členové vyššího rodu.[zdroj?] Po jeho smrti se její matka opět vdala, a když se jí z nového manželství narodil syn, svou dceru prohlásila za mrtvou. Ve skutečnosti ji kupci prodali do otroctví. Jako otrokyni ji Cortésovi při jeho výpravě do Aztécké říše darovali tabascanští náčelníci. Španělé jí dali jméno Marina. Po čase se dokonale naučila španělsky a byla velkým přínosem během celé výpravy. Cortéz si toho byl vědom a ustanovil ji svou hlavní tlumočnicí, později sekretářkou. Stala jeho milenkou a porodila mu syna Martína, jednoho z prvních mesticů. Zemřela na pravé neštovice v roce 1529.

## Hodnocení historické role
Nějakou dobu byla Malinche v Mexiku považována za zrádkyni a z jejího jména vznikl pojem malinchismo, což znamená přehnaný obdiv ke všemu cizímu. Ale později byla její historická role přehodnocena, protože bylo jasné, že Malinche nikoho nezradila, neměla koho. Mexiko jako stát neexistovalo, celá země se skládala z příslušníků různých kultur, jako byli Totonakové, Olmékové, Tlaxcaltekové a další, kteří mezi sebou válčili.
V 60. letech 20. století si získala oblibu mezi mexickými feministkami, které ji vidí jako oběť, ženu na pomezí dvou kultur a matku mexického národa. Dnes má v Mexiku několik soch a je po ní pojmenována sopka Malintzin ve státě Puebla.